# Inácio de Moscou
Inácio (em russo:  Игнатий, em grego:  Ιγνάτιος; 1540, Ilha do Chipre ou Creta - 1620, Vilna) foi um bispo ortodoxo de ascendência grega que foi o segundo patriarca de Moscou e de toda a Rússia em 1605-1606, embora seu status seja agora contestado e ele seja frequentemente omitido da lista de Patriarcas de Moscou pela Igreja Ortodoxa Russa.